# Paul van der Ploeg
Pour les articles homonymes, voir van der Ploeg.
Paul van der Ploeg, né le 9 novembre 1989, est un coureur cycliste australien spécialiste de  VTT cross-country.

## Palmarès en VTT

### Championnats du monde
- Pietermaritzbourg 2013
  -  Champion du monde de cross-country eliminator

### Championnats d'Océanie
- 2010
  -  Champion d'Océanie de cross-country espoirs
- 2012
  -  Médaillé de bronze du 4-cross
- 2015
  -  Champion d'Océanie de cross-country eliminator

### Championnats d'Australie
- Champion d'Australie de cross-country juniors : 2007
- Champion d'Australie de cross-country espoirs : 2008, 2010
- Champion d'Australie de cross-country eliminator : 2013, 2015

## Palmarès en cyclo-cross
- 2015-2016
  -  Champion d'Australie de cyclo-cross

## Palmarès sur route

### Par années
- 2013
  - 1re étape du Tour de Bornéo
- 2015
  - Prologue du Tour de Perth

### Classements mondiaux
| Année         | 2013 |
| ------------- | ---- |
| UCI Asia Tour | 133e |